# Lar (Iran)
Lar (perski: لار) – miasto w Iranie, w ostanie Fars. W 2006 roku miasto liczyło 55 256 mieszkańców w 6891 rodzinach.